# Steriphopus lacertosus
Steriphopus lacertosus là một loài nhện trong họ Palpimanidae. Loài này được phát hiện ở Seychellen.